# Andiamo a quel paese
Andiamo a quel paese è un film del 2014 diretto e interpretato da Ficarra e Picone.

## Trama
Salvo e Valentino sono due amici. Senza lavoro e cacciati da casa, si aggrappano all'unica speranza di un contatto con l'onorevole La Duca per avere una raccomandazione e insieme alla moglie di Salvo, Donatella, e alla loro figlia Adele, tornano al paese natale di Donatella e Valentino - Monteforte - per ritrovare una casa e soprattutto per farsi aiutare economicamente dalla pensione della madre di lei. Il paesino, un tempo fiorente per il commercio delle arance, è ora economicamente depresso e le pensioni maturate dagli anziani sono rimaste l'unica fonte di reddito. Salvo si trova quindi costretto a convivere non solo con la suocera, ma anche con la zia Carmela. L'unico argomento che lo porta ad accettare la convivenza è la (piacevole) scoperta che anche la zia percepisce una cospicua pensione.
Valentino, nel frattempo, ritrova Roberta, figlia del brigadiere della locale stazione dei Carabinieri, con la quale aveva avuto in passato una storia d'amore troncata dal giovane prima di partire per Palermo. Salvo, intanto, continuando a ragionare sul numero considerevole di parenti anziani con pensione della moglie, considera l'idea di accoglierli tutti quanti in casa e farsi delegare al ritiro delle pensioni; il meccanismo funziona per un anno, finché in rapida successione alcuni degli anziani conviventi muoiono e altri se ne vanno, intimoriti dal superstizioso dubbio che sia quella casa a portare alla morte, finché resta con loro solo zia Lucia. La signora è vitale, ma l'età avanza e Salvo deve pensare a come perpetuare il beneficio economico; così decide di farla sposare con Valentino, il quale ne rimane così sconvolto da litigare con lui.
Riferita l'idea a zia Lucia questa, già infartuata, ha un collasso. All'ospedale però comunica ai parenti che intende accettare la proposta di sposarsi per trasmettere la pensione. La notizia delle nozze si sparge rapidamente e Valentino diviene oggetto delle chiacchiere e delle derisioni dell'intero paese; a poco a poco, tuttavia, lo stratagemma ideato da Salvo diviene popolare e le anziane divengono l'oggetto del desiderio di ogni disoccupato. Intanto il parroco di Monteforte, padre Benedetto, cerca di dissuadere Valentino e zia Lucia, apparentemente appellandosi al buonsenso, ma la verità è un'altra: la sera prima del matrimonio, la donna si reca a messa; in tarda serata Valentino e Salvo, preoccupatisi insieme a Donatella per l'eccessivo ritardo della zia, si recano in parrocchia a cercarla e qui sentono un colloquio tra lei e padre Benedetto, venendo a sapere che i due si amano da anni, ma nonostante ciò il sacerdote non vuole lasciare la tonaca. Lucia rivela che ha acconsentito al matrimonio perché si è resa conto che preferisce vivere un amore finto alla luce del sole piuttosto che un amore vero di nascosto.
Tornati a casa, i due parlano con la zia e decidono insieme di procedere ugualmente al matrimonio; ma la mattina dopo, durante lo svolgimento della celebrazione, il parroco che ha sorprendentemente lasciato la tonaca, entra in municipio e dichiara pubblicamente il suo amore per Lucia, mandando in fumo il matrimonio per la gioia di Valentino che può così andare da Roberta a dirle finalmente che la ama ancora, amore che nonostante tutto è ricambiato da lei.
Valentino e Salvo riescono infine a farsi ricevere dall'onorevole La Duca, ma si ritrovano al cospetto della sua salma stesa in una bara. Dietro bizzarro suggerimento di un gregario lì presente, i due espongono comunque le loro preghiere e richieste, rivolgendosi assurdamente al cadavere.

## Tematiche
Oltre al prevalente tema della disoccupazione e della precarietà sociale, che ormai vede realmente nelle pensioni dei genitori o dei nonni o di altri parenti uno degli sbocchi per molte famiglie e persone, Ficarra e Picone trattano nuovamente anche un'altra tematica legata a stretto filo alla disoccupazione e al precariato, cioè l'emigrazione italiana in Germania, ripresa con forza dal 2008 e citata più volte da Valentino durante le discussioni con Salvo in cui parla della sua famiglia che vive a Düsseldorf (i genitori sono apparsi durante la scena del matrimonio).

## Produzione
Il paese in cui si svolgono in massima parte le vicende del film, Monteforte, è immaginario, e la sua location è prevalentemente a Rosolini. La prima scena, ambientata a Palermo (tanto da fare scorrere il panorama della città dominato dal monte Pellegrino), in realtà è stata girata a Siracusa, precisamente in via Torino nel quartiere di Santa Lucia e in prossimità dell'Istituto Tecnico Industriale Enrico Fermi, mentre le restanti scene sono state girate a Noto (palazzo Ducezio), nei pressi di Monterosso Almo (nella SS194 percorsa da Valentino, Salvo e famiglia per entrare a Monteforte, con relativa panoramica del paesino) e di Ispica (nella SP47, come continuazione della strada d'ingresso a Monteforte), sempre a Ispica nella cava omonima, a Modica (in via Grimaldi, alle spalle del centralissimo corso Umberto), a Ragusa (ospedale civile Maria Paternò Arezzo), e al castello di Donnafugata.

## Distribuzione
Il film è stato presentato in anteprima a ottobre perché scelto dal direttore artistico, Marco Müller, per chiudere la nona edizione del Festival del cinema di Roma. Nella stessa edizione viene presentato il film Soap opera di Alessandro Genovesi. A proposito di queste scelte, Muller dichiara: “In questi due film italiani trova nuova vita l'anima della commedia e lo spirito del comico: in Soap Opera, l'anima appassionata e tenera, la felicità sorgiva della commedia; e in Andiamo a quel paese, lo spirito generoso ma gaglioffo del cinema comico, la galleria multiforme di maschere e tipi irriducibili alle pretese di ragionevolezza della contemporaneità del cinema comico. Due film che parlano anche di una competenza profonda (industriale e artigianale), che può esprimersi tanto nella creazione di un universo di cinema-cinema a Cinecittà (Soap Opera), quanto nella reinvenzione cinematografica dei luoghi reali (Andiamo a quel paese - che rivisita la Sicilia di Germi). Una famiglia di grandi attori in stato di grazia, in Soap Opera, e una tribù di straordinari caratteristi (anche non professionisti) che circondano un fenomenale duo comico, sono i complici necessari di questi due modi, appassionati e affascinanti, di ritrovare il respiro inesauribile della comicità italiana”.
Il film è uscito nelle sale italiane il 6 novembre 2014.

## Accoglienza

### Incassi
La pellicola, in Italia, in totale ha incassato 8021000 €.

## Riconoscimenti
- 2015 - Nastro d'argento
  - Candidatura Migliore canzone originale[7] (Cocciu d'amuri)
- 2015 - CineCiak d'oro[8]
  - Miglior commedia